# 三社参り
三社参り（さんしゃまいり）とは、三つの神社を詣でることをいう。三社参りは地域に根付いた風習として一般的に行われている地域もある。

## 三社参りの風習のある地域
- 九州地方
- 山口県
- 広島県
- 兵庫県
- 和歌山県の一部（後述）
- 茨城県・千葉県など（後述）

## 西日本各地の風習としての「三社参り」
西日本の各地の風習としての三社参りは、正月の初詣として、三つの神社を詣でることを指す。この風習が根付いた地域の人々は、「初詣＝三社参り」であり、特別な信仰心とは無関係に、当然のこととして三社参りを行う。特に福岡県を中心として九州地方・中国地方の一部で根付いた風習である。

## 東国三社参り
東国三社と呼ばれる茨城県鹿嶋市の鹿島神宮、茨城県神栖市の息栖神社、千葉県香取市の香取神宮の三社を詣でる風習がある。江戸時代には「お伊勢参りのみそぎの三社参り」もしくは「下三宮参り」と称して、関東以北の人々が伊勢神宮参拝後にこれら三社を巡拝する慣習が存在したという。俗に「東国三社参り」と呼ばれることもある。鹿島神宮、香取神宮は旧官幣大社であり、息栖神社は旧県社である。

## 和歌山の三社参り
和歌山県和歌山市にある日前神宮・國懸神宮（ひのくまじんぐう・くにかかすじんぐう）と竈山神社（かまやまじんじゃ）と伊太祁󠄀曽神社（いたきそじんじゃ）の三社を詣でる風習がある。俗に「和歌山の三社参り」と呼ばれることもある。古くより三社をお参りする人が多く、この三社を結ぶ形で和歌山電鐵貴志川線が走っている。日前神宮、國懸神宮、竈山神社は旧官幣大社であり、伊太祁󠄀曽神社は旧官幣中社である。

### 最寄駅
日前神宮・國懸神宮
和歌山電鐵貴志川線日前宮駅
竈山神社
和歌山電鐵貴志川線竈山駅
伊太祁󠄀曽神社
和歌山電鐵貴志川線伊太祈曽駅